# Nijmegen Pirates
De Nijmegen Pirates is een American footballteam uit Nijmegen. Ze komen uit in de eerste divisie, dat georganiseerd wordt door de American Football Bond Nederland. De Nijmegen Pirates spelen hun thuiswedstrijden en trainingen op de velden van SV Hatert aan de Vossendijk te Nijmegen.

## Historie
De Pirates zijn opgericht in 1995 door Richard Looten (voormalig speler Nederlands Elftal en coach Amsterdam Admirals). Uit de omgeving werden mensen geworven die ervaring hadden met American football. Veel van deze mensen hadden ervaring met de sport in Duitsland, waar American football veel groter is dan in Nederland.
In 1996 en 1997 speelde het team in de eerste divisie van de Nederlandse American Football Federatie (NAFF). In 1997 vond er een splitsing plaats en vormden vier teams, waaronder de Pirates, de American Football League Nederland (AFLN). In 1998 speelde het team voor het eerst in deze competitie en bereikte de halve finale van de play-offs, waarin ze verslagen werden door de Rotterdam Trojans. Ook in 1998 werd de finale van de play-offs bereikt, maar dit keer verloor het team van de Limburg Wildcats.
In het seizoen 2011 speelden de Pirates met een overwegend "rookie" team in de Tweede Divisie van de AFBN. De Pirates werden tweede in de reguliere competitie van de Zuid Divisie en bereikten hiermee de play offs. De Nijmegen Pirates hebben op 9 juli 2011 op de velden van de Hilversum Hurricanes de finale tegen Arnhem Falcons gespeeld. Deze wedstrijd werd verloren met 21-00 waardoor de Falcons promoveerden naar de Eerste Divisie en de Pirates in de Tweede Divisie bleven.
In het seizoen 2012 werd na een zeer succesvol seizoen met een uitgebreide, doch deels onervaren, selectie opnieuw de play-offs bereikt. Ditmaal werd het kampioenschap van de tweede divisie wel behaald. De Pirates waren in de finale op 4 november 2012 op eigen veld met 26-20 sterker dan tegenstander Den Haag Raiders'99. Daarmee werd ook promotie naar de eerste divisie afgedwongen.
In het seizoen 2013 speelde Bart Ebben Nijmegen Pirates sv Hatert in de eredivisie (het hoogste niveau) van de AFBN. De ploeg eindigde als vierde in zijn poule, maar eindigde overall als zesde in de competitie met acht teams.

## Tegenwoordig
Hoewel de hoogste klasse verkleind was van acht naar zes teams kwam de ploeg in het seizoen 2014 opnieuw uit op het hoogste niveau. De naam is echter door de bond veranderd van eerste divisie naar eredivisie. Na een 2-5 seizoen werden verrassend de play-offs gehaald. Amsterdam Crusaders bleek in de halve finale een maatje te groot voor de Nijmeegse ploeg, waardoor Pirates als vierde het seizoen eindigde. In 2015 werd na een seizoen vol nederlagen gedegradeerd uit de eredivisie. In 2016 speelde Nijmegen Pirates op het tweede niveau, de eerste divisie. In de finale bleek Spijkenisse Scouts echter net te sterk en promoveerde  naar de eredivisie. Ook in 2017 kwam Nijmegen Pirates uit in de eerste divisie. In poule B werden 4 wedstrijden gewonnen en ook 4 duels verloren. De play-offs werden niet gehaald.